# Мопассан, Ги де
Ги де Мопасса́н (фр. Guy de Maupassant [ɡi də mopaˈsɑ̃], полное имя — Анри́-Рене́-Альбе́р-Ги де Мопасса́н (фр. Henry-René-Albert-Guy de Maupassant); 5 августа 1850 — 6 июля 1893) — крупнейший французский новеллист, поэт, мастер рассказа с неожиданной концовкой (например, «Ожерелье», 1884). За девять лет опубликовал не менее двадцати сборников короткой прозы, во многом близкой натурализму.
Всеевропейская популярность Мопассана обозначила наметившийся в 1880-е годы закат века романа и возвращение моды на рассказы. Несмотря на это, из-под пера Мопассана вышло также шесть романов.

## Биография
Ги де Мопассан родился 5 августа 1850 года в старинной усадьбе Миромениль около Дьепа. Его отец Гюстав де Мопассан принадлежал к лотарингскому дворянству, перебравшемуся в Нормандию. Мать Лаура Ле-Пуатвен с юности знала Флобера, ближайшим другом которого был её рано умерший брат Альфред. Мопассан с детства отличался прекрасным здоровьем, хотя его мать всю жизнь мучилась неврозами, а младший брат, по профессии врач, умер в лечебнице для душевнобольных.
Проучившись недолго в семинарии, Мопассан, после изгнания из неё, перешёл в руанский лицей, где и окончил курс обучения. Во время учёбы в лицее он зарекомендовал себя способным учеником, увлечённым поэзией и театральным искусством. В этот период времени Мопассан близко сходится с Луи Буйе — поэтом и смотрителем руанской библиотеки — и особенно с Флобером, который стал литературным наставником юноши. Окончив лицей в 1869 году и посоветовавшись с матерью и Флобером, он отправился в Париж, чтобы приступить к изучению права. Разразившаяся война нарушила все планы.
Пройдя Франко-прусскую войну простым рядовым, Мопассан пополнил своё образование чтением и особенно пристрастился к естествознанию и астрономии. Чтобы устранить тяготевшую над ним опасность наследственного недуга, он усиленно работал над своим физическим развитием.
Разорение, постигшее его семью, заставило Мопассана поступить чиновником в морское министерство, где он пробыл около десяти лет. Мопассан тяготел к литературе. Больше шести лет Мопассан, тесно сблизившийся с Флобером, сочинял, переписывал и рвал написанное; но в печати он решился выступить, только когда Гюстав Флобер признал его произведения достаточно зрелыми и стилистически целостными.
Мопассан заразился сифилисом, когда ему было около двадцати пяти, от одной из своих многочисленных подружек.
Пишет сам Мопассан одному из своих приятелей: «У меня сифилис, наконец-то настоящий, а не жалкий насморк… нет-нет, самый настоящий сифилис, от которого умер Франциск I. Велика беда! Я горд, я больше всего презираю всяческих мещан. Аллилуйя, у меня сифилис, следовательно, я уже не боюсь подцепить его».
Первый рассказ Мопассана вышел в свет в 1880 году вместе с повестями Золя, Алексиса, Сеара, Энника и Гюисманса, в сборнике «Меданские вечера». Начинающий писатель поразил своей повестью «Пышка» литературные кружки, проявив тонкую иронию и большое искусство сжатой и вместе с тем насыщенной, яркой характеристики.
В том же году Мопассан выпустил сборник поэзии («Стихотворения», 1880), в котором особенно замечательны стихотворения «Le mur», «Au bord de l’eau», «Désirs» и «Vénus rustique». Помещённый там же драматургический опыт в стихах («Histoire du vieux temps») позволил Мопассану стать хроникером в газете Le Gaulois; чиновную службу писатель в это время оставил. Хотя Мопассан в начале своей литературной деятельности и прослыл последователем Золя, он далеко не был сторонником «натуралистической» школы, признавая её узкой и односторонней.
Ги де Мопассан присоединился к письму деятелей культуры, просивших парижские власти наложить запрет на строительство Эйфелевой башни. Известен анекдот, что Мопассан якобы прятался от «безобразного скелета» в ресторане наверху башни, поскольку это было единственное место в Париже, откуда её не видно.

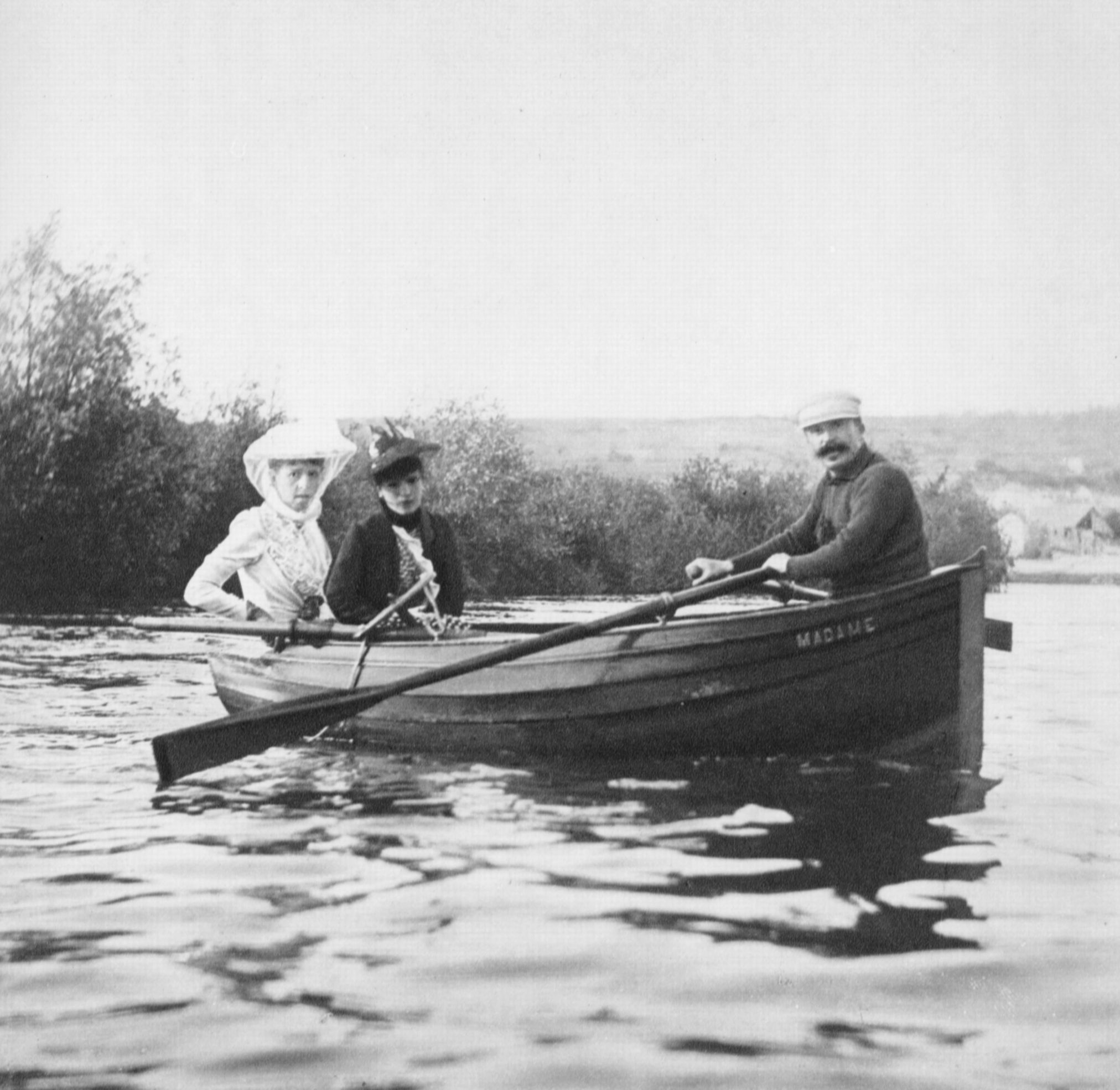
Любимым хобби Мопассана была гребля по Сене

Произведения Мопассана имели большой успех; его заработок достигал 60 тыс. франков в год. Мопассан считал своим долгом финансово поддерживать мать и семью брата. Разнузданный образ жизни быстро подорвал здоровье писателя; он заболел неизлечимой в то время болезнью — сифилисом. С 1884 года писателя преследуют нервные припадки; по мере возрастания разочарованности и ипохондрии он впадает в беспокойный идеализм, терзается потребностью найти ответ на то, что ускользает от чувств. Это настроение находит себе выражение в ряде новелл, в том числе и в знаменитой повести «Орля» (фр. Le Horla).
Восстановить нарушенное душевное спокойствие Мопассана не помогают ни светские успехи, ни сотрудничество в Revue des Deux Mondes, ни успех на сцене Gymnase комедии «Musotte», ни получение академической премии за комедию «La Paix du ménage».
В декабре 1891 года нервные припадки довели его до покушения на самоубийство. В лечебнице для душевнобольных близ Пасси Мопассан сначала приходил в сознание, но затем припадки стали повторяться чаще.
Ги де Мопассан скончался 6 июля 1893 года от прогрессивного паралича мозга, не дожив всего месяца до своего 43-летия.

Плодородие и веселье, заключённые в нём, сопротивлялись болезни. Вначале он страдал головными болями и припадками ипохондрии. Потом призрак слепоты стал перед ним. Зрение его слабело. В нём развилась мания подозрительности, нелюдимости и сутяжничество. Он боролся яростно, метался на яхте по Средиземному морю, бежал в Тунис, в Марокко, в Центральную Африку — и писал непрестанно. Достигнув славы, он перерезал себе на сороковом году жизни горло, истёк кровью, но остался жив. Его заперли в сумасшедший дом. Он ползал там на четвереньках… Последняя надпись в его скорбном листе гласит: «Господин Мопассан превратился в животное». Он умер сорока двух лет. Мать пережила его.— Исаак Бабель, рассказ «Гюи де Мопассан»

## Обзор творчества

### Эстетические принципы
Мопассан чётко изложил свои взгляды на художественное слово в предисловии к роману «Пьер и Жан» в 1887/1888 годах.
Отвергая романтический роман и его деформированный, сверхчеловеческий, поэтический взгляд, Мопассан склоняется к объективному роману в поисках реализма, понимая все ограничения такого типа творчества. Для него реализм является личным мировоззрением, которое он (писатель) пытается донести до читателя, отражая в книге. Мы всегда изображаем самих себя, — говорит он, в то же время утверждая, что роман является художественным произведением, — кучку небольших фактов, которые и составляют общий смысл произведения. Мопассан также отвергает натурализм с его тяжёлой документальностью и стремлением «тотального реализма», присущего Эмилю Золя, но склоняется к безоценочному реализму, что отражается даже в таких трудных для восприятия сценах, как смерть Форестье в романе «Милый друг».
Мопассан стремится отразить чистые факты и поступки взамен психологического исследования, поскольку психология должна быть скрыта в книге так же, как она спрятана в реальности за настоящими поступками. Эта чистота и строгость изображения также касается описаний, чётко отличая Мопассана от Бальзака. Склонность к краткости ярко прослеживается в творчестве писателя: он создаёт более 300 новелл и только шесть романов, построенных как цепочка новеллистических ситуаций (анекдотов).
Окружающий мир, прекрасное и отвратительное в нём писатель воспринимал очень остро, он был наделён особой эмоциональной уязвимостью, той глубиной восприятия, которая, к сожалению, ускорила его трагическую смерть, и о которой он писал, что «благодаря ей слабейшее чувство превращается в эмоцию и, в зависимости от температуры ветра, от запаха земли и от яркости дневного освещения вы чувствуете страдания, печаль или радость … Но если нервная система невосприимчива к боли, к экстазу, то она передаёт нам только будничные волнения и вульгарное довольство».

### Главные темы произведений

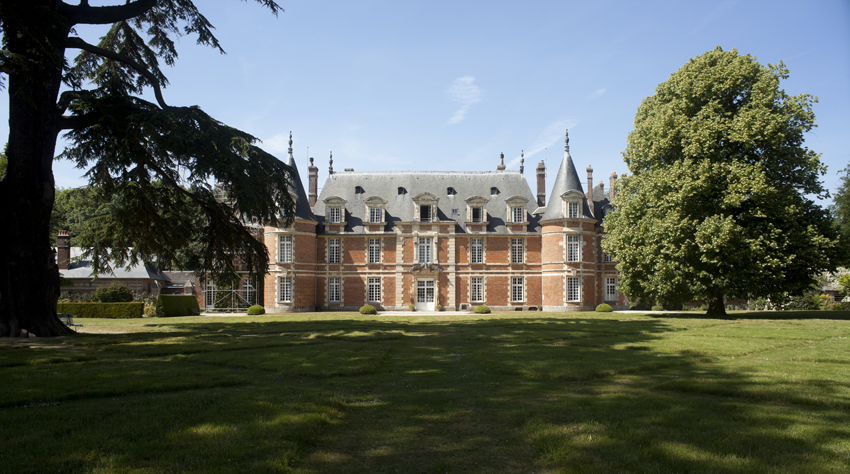
Нормандская усадьба Миромениль (конец XVI века), которую снимали родители Мопассана во время его рождения

Темы творчества Мопассана связаны с повседневной жизнью в его эпоху и личной жизнью автора, смешиваясь и создавая неповторимую палитру:
- Нормандия, родной регион писателя, занимает значительное место в его творчестве: пейзажи — море или города, как Руан в «Жизни» (Une vie) или Гавр в «Пьер и Жан» или жители региона — селяне («В полях», 1884), мелкие помещики и служащие («Жизнь») или буржуа («Пьер и Жан»). Но Нормандия — не единственный регион, изображённый Мопассаном. В романе «Милый друг» изображены различные слои парижского общества, в частности, высший свет и крупные дельцы; в той же среде происходит действие романов «Сильна как смерть» и «Монт-Ориоль». В большинстве же новелл («Наследие», «Ожерелье», «Выезд за город», «Два друга» и др.) изображены будни среднего класса (мелкой буржуазии). А. Франс писал в 1887 году по этому поводу в статье «Ги де Мопассан и французские рассказчики»: «И, несмотря на нормандский привкус, невзирая на то, что все его произведения пропитаны запахом спелых хлебов, типы у него разнообразнее, а выдумка богаче, чем у любого другого рассказчика нашего времени»[11].
- Франко-прусская война и немецкая оккупация. Мопассан часто возвращается к событиям, свидетелем которых стал десятью годами раньше, например в таких произведениях, как: «Пышка», «Мадемуазель Фифи», «Два друга», «Старый Милон», «Безумная».
- Тема женщины, особенно — жертвы насилия: Жанна в «Жизни», «Маленькая Рок», «Мисс Гариет», значительное место в этой теме отводится проституции: «Пышка», «Мадемуазель Фифи», «Дом Телье»… Тема семьи и детей также близка Мопассану, часто сочетаясь с темой отцовства: «Пьер и Жан», «Буатель», «В полях», «Ребёнок», «По-родственному»…
- Городским пейзажам, где нет места счастливой любви, Мопассан часто противопоставляет мир воды. Любитель гребного спорта, он наслаждается описаниями моря (как в романах «Жизнь», «Пьер и Жан»), рек («На воде», «Мушка», «Выезд на природу») и даже болот («Любовь»).
- Собственный пессимизм писателя: в своем философском отчаянии Мопассан идёт дальше, чем Флобер. Ученик Артура Шопенгауэра, он раз за разом демонстрирует шаткость всего, что заполняет жизнь смыслом. Мопассан-мизантроп презирает Провидение, считает, что Бог не ведает, что творит, а религия является просто мошенничеством. Иногда ему кажется, что человек всего лишь животное едва выше других, а прогресс — просто призрак. Даже дружба кажется ему подчас отвратительным обманом, поскольку люди не воспринимают проблемы других и обречены на одиночество.
- По мере усугубления нервной болезни Мопассана всё больше занимают темы одинокого безумия, депрессии и паранойи: «Орля», «Шевелюра», «Госпожа Эрме», что начинаются показательными словами Меня привлекают сумасшедшие; а также темы смерти и разрухи («Жизнь», «Милый друг», «Малышка Рок», «Сильна как смерть»). В советское время считалось, что Мопассан эволюционировал от натурализма (упоения физиологическим началом) к декадентству (эстетизации всего болезненного, уродливого, отталкивающего)[12].

## Оценка творчества в России
Мопассан называл среди своих учителей Тургенева, который узнал о Мопассане от Флобера и ставил его как повествователя непосредственно вслед за Львом Толстым.
Не менее сочувственно к творчеству Мопассана относился и сам Толстой, который с большими вольностями перевёл его рассказ «В порту». По словам Толстого, «едва ли был другой такой писатель, столь искренно считавший, что все благо, весь смысл жизни — в женщине, в любви… и едва ли был когда-нибудь писатель, который до такой ясности и точности показал все ужасные стороны того самого явления, которое казалось ему самым высоким и дающим наибольшее благо жизни» (см. Предисловие к сочинениям Гюи де Мопассана).
Чехов неустанно восхищался мастерством Мопассана-новеллиста и часто упоминал его в своих произведениях. Напрямую подражал ему Бабель, особенно в юности. Один из наиболее известных его рассказов так и называется — «Гюи де Мопассан» (1932).

## Мнения
О войне
Придерживался антивоенных взглядов; полемизируя с Мольтке, резко негативно отзывался о войне:

Соединиться в стада четырехсот тысяч человек, без отдыха ходить день и ночь, ни о чем не думать, ничего не изучать, ничему не научаться, ничего не читать, не быть полезным никому, загнивать в нечистоте, спать в грязи, жить как скоты, в постоянном одурении, грабить города, сжигать деревни, разорять народы, потом, встретив такое же другое скопище человеческого мяса, бросаться на него, проливать озера крови, покрывать поля разорванным мясом и кучами трупов устилать землю, быть искалеченными, быть размозженными без пользы для кого бы то ни было и наконец издохнуть где-нибудь на чужом поле, тогда как ваши родители, ваша жена и дети дома умирают с голода, — это называется спасать людей от отвратительного материализма

## Произведения
Мопассан был одним из самых плодовитых французских писателей 1880-х гг. В отдельные годы он публиковал более шести десятков новых рассказов. При жизни писателя увидели свет следующие книги:

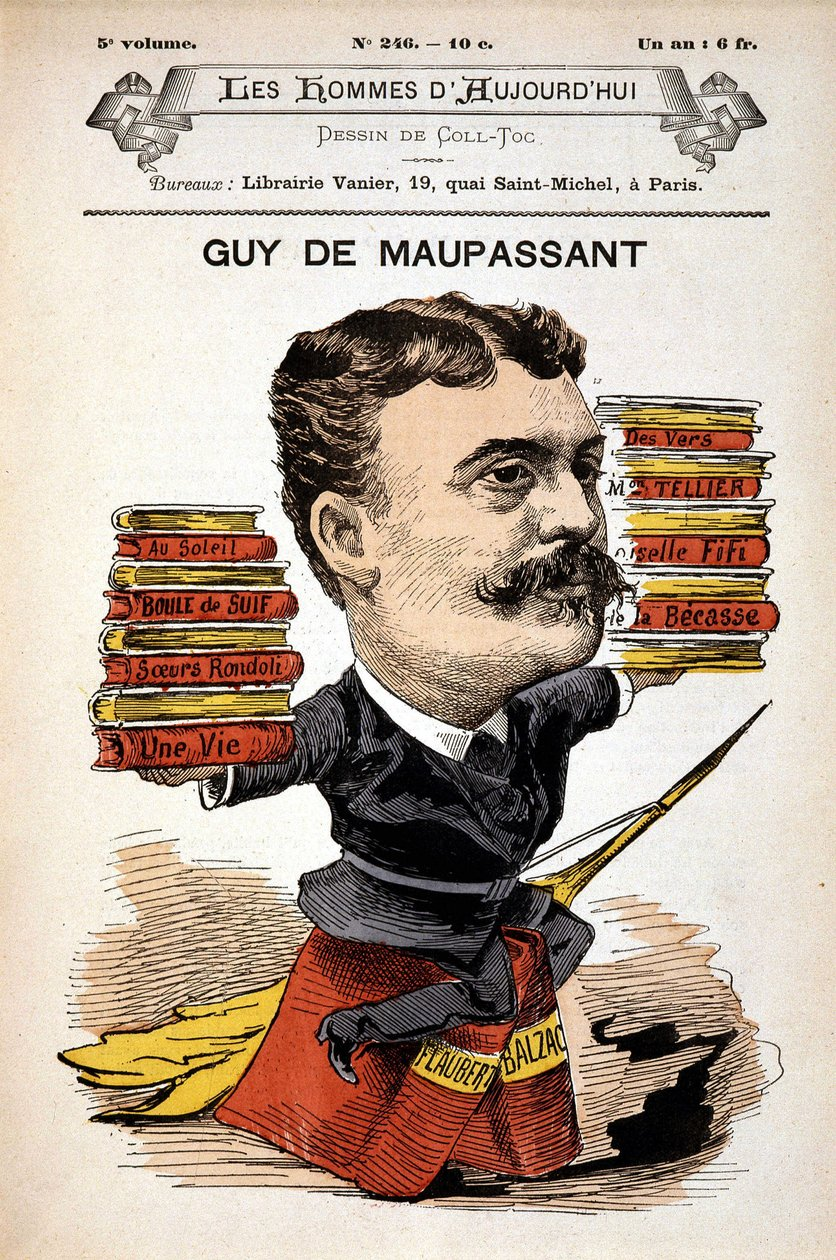
Мопассан на карикатуре 1885 года

- 1880 — «Пышка» (Boule de suif), повесть в составе альманаха «Меданские вечера»
- 1880 — «Стихотворения» (Le vers)
- 1881 — «Заведение Телье» (La Maison Tellier), рассказы
- 1882 — «Мадемуазель Фифи» (Mademoiselle Fifi), рассказы
- 1883 — «Дядюшка Милон» (Le père Milon), рассказы
- 1883 — «Жизнь» (Une vie), роман
- 1883 — «Рассказы вальдшнепа» (Contes de la bécasse), рассказы
- 1884 — «Лунный свет» (Claire de lune), рассказы
- 1884 — «Мисс Гарриет» (Miss Harriet), рассказы
- 1884 — «Мисти» (Misti, 1884), рассказы
- 1884 — «Сёстры Рондоли» (Les sœurs Rondoli), рассказы
- 1884 — «Под солнцем» (Au soleil), путевые очерки
- 1884 — «Иветта» (Yvette), рассказы
- 1885 — «Милый друг» (Bel-Ami), роман
- 1885 — «Сказки дня и ночи» (Contes du jour et de la nuit), рассказы, включая знаменитое «Ожерелье»
- 1885 — «Туан» (Toine), рассказы
- 1886 — «Маленькая Рок» (La petite Rocque), рассказы
- 1886 — «Господин Паран» (Monsieur Parent), рассказы
- 1887 — «Монт-Ориоль» (Mont-Oriol), роман
- 1887 — «Орля» (Le Horlà), рассказы
- 1888 — «Пьер и Жан» (Pierre et Jean), роман
- 1888 — «Избранник госпожи Гюссон» (Le rosier de Mme Husson), рассказы
- 1888 — «На воде» (Sur l’eau), путевые очерки
- 1889 — «Сильна как смерть» (Fort comme la mort), роман
- 1889 — «С левой руки» (La main gauche), рассказы
- 1890 — «Наше сердце» (Notre cœur), роман
- 1890 — «Бродячая жизнь» (La vie errante), путевые очерки
- 1890 — «Бесполезная красота» (L’inutile beauté), рассказы

Посмертно были изданы отрывки из незаконченных романов «Анжелюс» и «Огонь желания», а также повести «Чужеземная душа».

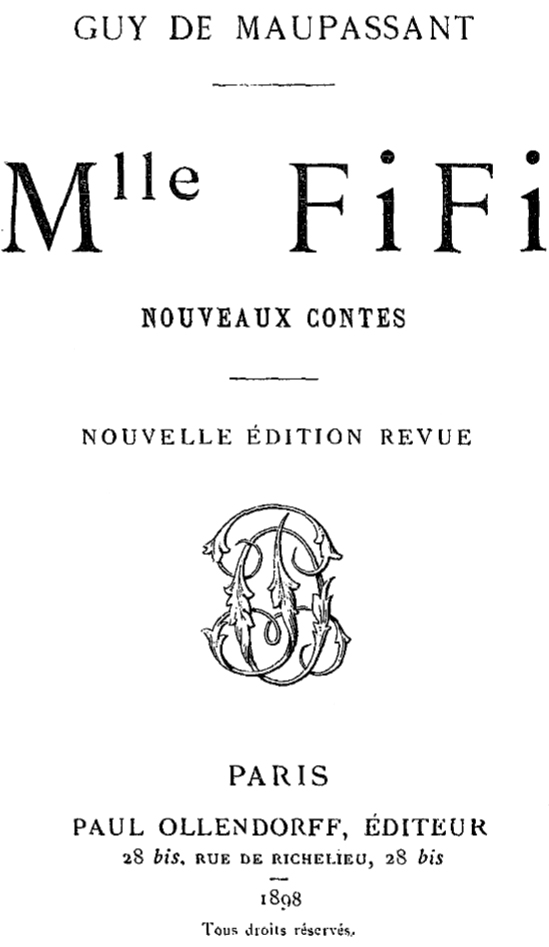
Титульный лист издания новеллы «Мадемуазель Фифи»
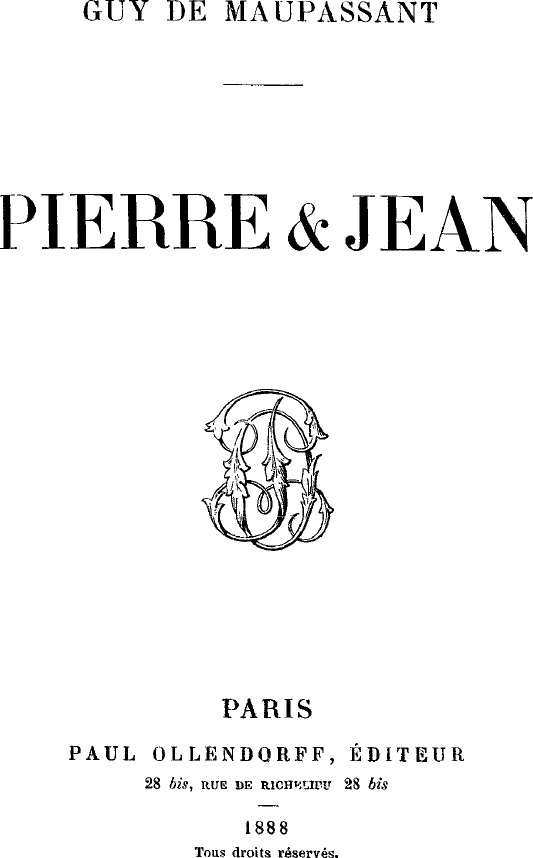
Титульный лист издания романа «Пьер и Жан»
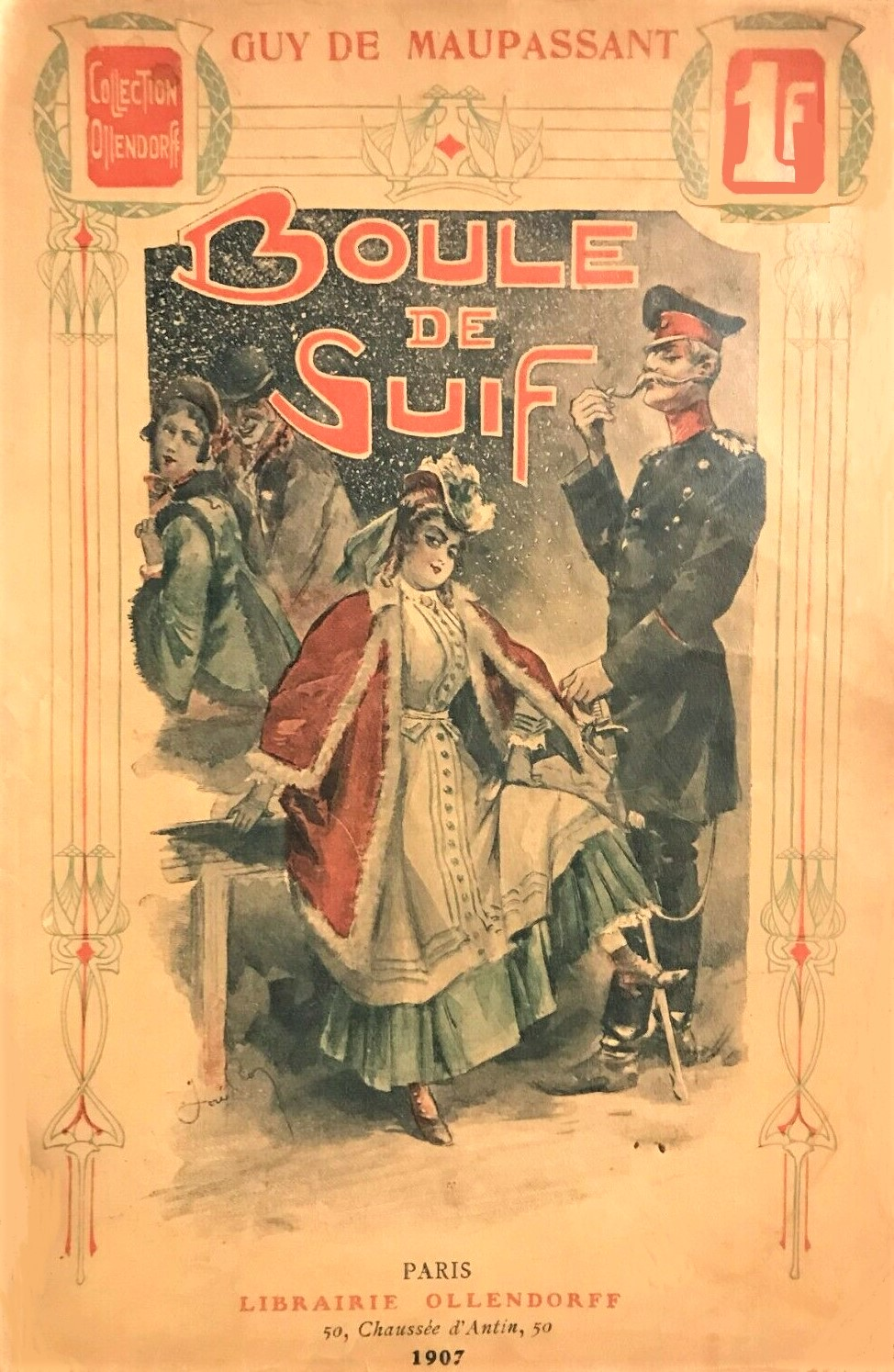
Титульный лист  издания новеллы «Пышка»

### Собрания сочинений
- Мопассанъ, Гюи де. Сочиненія, избранныя Л. Н. Толстымъ. Перев. с франц. Никифорова.. — М., 1893.
- Мопассанъ, Гюи де. Собраніе сочиненій. 12 т.. — СПб.: Изд. Пантелеева, Вестник Иностранной Литературы, 1895—1896.
- Мопассанъ, Гюи де. Полное собраніе сочиненій. 3 т.. — СПб.: Изд. Иогансона, 1900.
- Мопассанъ, Гюи де. Посмертные разсказы и повести.. — СПб.: Изд. Пантелеева, 1901.
- Мопассанъ, Гюи де. Собраніе сочиненій. 4 тома. — СПб.: Изд. Иогансона. Южно-Русское К-во, 1907.
- Гюи де Мопассанъ. Полное собрание сочинений и письма Гюи де-Мопасана в 15 т./ С ил. и крит.-биогр. очерком З.А. Венгеровой.. — СПб.: Просвещение, 1908—1911.:

1. Милый друг : Роман / Пер. с фр. Я. Г. Абрамсона. — [1908]
2. Сильна, как смерть; Рассказы: [Дом Телье. Кладбищенские сирены. На воде. История служанки с фермы. По семейному] : Роман / Пер. Т. М. Акимовой = Пер. М. О. Кучинского. — [1908]
3. Наше сердце; Рассказы: [Папа Симона. Загородная прогулка. Весной. Подруга Поля. Мадемуазель Фифи. Госпожа Батист. Ржавчина. Маррока. Полено. Мощи. Кровать. Сумасшедший. Пробуждение. Хитрость. Верхом. Ужин накануне Рождества. Слова любви. Парижское приключение. Два друга] : Роман / Пер. М. А. Энгельгардта = Пер. М. О. Кучинского и С. Б. — [1908]
4. Монт-Ориол; Рассказы: [Вор. Рождественская ночь. Заместитель. Бекас. Эта свинья Морен. Помешанная. «Паяц». Менуэт. Страх. Нормандская шутка. Деревянные башмаки. Плетельщица] : Роман / Пер. М. Н. Тимофеевой. — [1908]
5. Жизнь; Рассказы: [На море. Нормандец. Завещание. В деревне. Петух пропел. Сын. Святой Антоний. Приключения Валтера Шнафса. Мисс Гарриет. Осел. Идиллия. Бечевка] : Роман. — [1909]
6. Пьер и Жан; Рассказы: [Наследство. Денис. Человек, кружку пива! Крестины. Сожаление. Мой дядя Жюль. В дороге. Дикая. Лунный свет. Переворот. Волк. Ребёнок. Рождественская сказка. Королева Гортензия. Прощение] : Роман / Пер. В. А. Антонова = Пер. И. А. Кожевникова и С. Б. — [1909]
7. Рассказы. [Иветта. Возвращение. Покинутый. Идеи полковника Лапорт. Прогулка. Могомет-плут. Сторож. Берта. Легенда горы св. Михаила. Вдова. Мадемуазель Кокотт. Драгоценности. Видение. Дверь. Отец. Муарон. Наши письма. Ночь (кошмар). Ребёнок. Старик. Трус. Пьяный. Рука. Нищий. Отцеубийца. Малютка. Скала кайр. Томбукту. Истинное происшествие. Прощай молодость! Воспоминание. Исповедь. Фермер. Когда-то. Шутка. Письмо, найденное на утопленнике. Ужасное] / Пер. М. Н. Тимофеевой, С. Б. и Н. А. Алексеева. — 1909
8. Рассказы. [Орля. Любовь. Рыбья нора. Спасена. Клошет. Маркиз де Фюмероль. Кивок головой. Дьявол. Крещенский сочельник. В лесу. Семейка. Иосиф. Гостиница в горах. Бродяга. Мосье Паран. Зверь дяди Белома. Продается. Незнакомка. По секрету. Крестины. Неосторожность. Сумасшедший. Сельские суды. Шпилька. Бекасы. В вагоне. Ça ira. Открытие. Одиночество. У постели. Солдатик. Товарищ Пасьянс. Приданое. Усы] / Пер. Т. А. Богданович и М. А. Шишмаревой. — 1909
9. Рассказы. [Кубышка. Койка № 29. Покровитель. Волосы. Преступление дяди Бонифаса. Роза. Признание. Ожерелье. Счастье. Вендетта. Коко. Подле мертвеца. Оранжерея. Дуэль. Вечерок. Мститель. Ожидание. Первый снег. Лауреат г-жи Гюссон. Сорвалось. Бешенство. Модель. Баронесса. Продажа. Убийца. Мартина. Вечер. Развод. Реванш. Исповедь. Одиссея проститутки. Окно. Бесполезная красота] / Пер. М. А. Шишмаревой и А. С. Полоцкой]. — 1909
10. Рассказы. [Муха. Утопленник. Испытание. Маска. Портрет. Калека. Двадцать пять франков старшей сестры. Бракоразводное дело. Кто знает. Воскресные приключения парижанина Аллума. Гото отец и сын. Буатель. Денщик. Кролик. Вечер. Булавки. Дюшу. Свидание. Порт. Покойница. Сестры Рондоли. Хозяйка. Маленький боченок. Он! Дядюшка Состен. Болезнь Андре. Проклятый хлеб] / Пер. П. А. Казанского, М. О. Кучинского, М. Н. Тимофеевой и М. В. Лучицкой. — 1909
11. Рассказы. [Дело г-жи Люно. Благоразумный. Дождевой зонтик. Задвижка. Встреча. Самоубийство. Награждение орденом! Шали. Дядя Милон. Весенним вечером. Слепой. Торт. «Прыжок пастуха». Старые вещи. Магнетизм. Корсиканский бандит. Ночь бдения. Сны. Признание женщины. Лунный свет. Страстная любовь. Переписка. Женские плутни. Ивелина Саморис. Друг Жозеф. Сирота. Коробейник. Тревожный сигнал. Новогодний подарок. В конце пути. Туан. Мужчина кокотка. Бомбар. Дядя Монжилэ. Шкаф. Номер 11-й. Пленные. Англичане во Франции. Средство Рожэ. Исповедь. Мать уродов. Исповедь Теодюля Сабо. Тик. Кончено! Двадцать пять дней на водах. Школьная латынь] / Пер. с фр. Н. И. Лучицкого, М. А. Шишмаревой и М. Н. Тимофеевой. — 1910
12. Малютка Рок. [Отшельник. Мадемуазель Перл. Розали Прюдан. О кошках. Госпожа Парис. Жюли Ромэн. Дядя Амабль. На разбитом судне]. На воде. [На Корсике. Восток. На белой лодке в синем море. Корабельный журнал] / Пер. с фр. М. А. Энгельгардта и Л. Я. Гуревич. — 1910
13. Бродячая жизнь; В стране солнца / Пер. с фр. М. А. Энгельгардта и О. Ф. В. — 1910
14. Стихотворения; Драматические произведения. [Страничка прошлого. Домашний мир. Мюзотта; Приложения. Страница из неизданной истории. Те, кто смеют. Англичанин из Эгрета. Вечера в Медане. «Сведения об ученике Гюи де-Мопассане» и письмо госпожи Каролины Флобер о нём] / Пер. с фр. Зинаиды Ц. и О. Ф. В. — 1910
15. Посмертные рассказы. [Рука без кожи. Советы бабушки. Старик у кропильницы. «Коко, коко, коко свежее!» Женитьба поручика Ларе. Моя жена. Могила. Старый Иуда. Путевые заметки. Воспоминания. Мадам Герме. Усыпительница. Простая драма. Страх. Ласки. Мисти. Путешествие «Орля». Сумасшедший? Орля. Первоначальный вариант. Иокаста. Венеция. Иския. Рыбаки и воители. Поцелуй. Дитя. В дороге. Костер. Александр; Статьи: Женщины и остроумие во Франции. Современные романисты. Ответ Франциску Сарсею. Ответ Альберту Вольфу. Подонки] и письма / Пер. с фр. Я. Г. Абрамсона. — [1911]

- Мопассанъ, Гюи де. Полное собраніе сочиненій в 30 томахъ. Новые пер. с послед. (юбил.) изд. Александры Чеботаревской, З. Венгеровой, Сергея Городецкого [и др.]. — СПб.: т. 1—14: изд. Пантеонъ (1908-1910), остальные: изд. Шиповник, 1908—1916.[14]:

1. Пышка и др. разск.
2. Домъ Пеллье и др. разск.
3. История одной жизни
4. Нашъ милый другъ
5. Сильна какъ смерть
6. Сказки бекаса
7. Мадемуазель Фифи и др. разсказы
8. Сестры Рондоли
9. Маленький Рокъ и др. разск.
10. Ненужня красота
11. Избранникъ г-жи Гюссонъ и др. разск.
12. Сказки дня и ночи
13. Иветта и др. разсказы
14. Господинъ Паранъ и другие разсказы
15. Миссъ Гарриетъ и др. разск.
16. Монтъ Орюль
17. Пьеръ и Жанъ
18. Съ левой руки
19. Наше сердце
20. Лунный светх и др. разск.
21. Орля и др. разсказы.
22. На воде
23. Бродячая жизнь
24. Туанъ и др. разск.
25. Под южнымъ солнцемъ
26. Пьесы и стихи
27. Дед Милонъ и др. разск.
28. Коробейникъ и др. разск.
29. Воскресные дни буржуа и неоконченныя произведения
30. Жизнь и творчество Гюи де-Мопассана

- Ги де Мопассан. Полное собрание сочинений в 13 т. — М., 1951
- Ги де Мопассан. Избранные произведения в двух томах. — М.: Государственное издательство художественной литературы, 1954.
- Ги де Мопассан. Полное собрание сочинений в 12 томах. — М.: «Правда», 1958. (библиотека «Огонёк»)
- Ги де Мопассан. Собрание сочинений в 7 томах. — М.: «Правда», 1977. (библиотека «Огонёк»), 375 000 экз.
- Ги де Мопассан. Сочинения в 5 т. — М.: «Наука», 1993, 250 000 экз.
- Ги де Мопассан. Собрание сочинений в десяти томах. — Чимкент: МП «Аурика», 1994. Тираж 105000 экз. ISBN 5-86020-166-4
- Ги де Мопассан. Полное собрание сочинений. — М.: «Терра», 1996. — ISBN 5-300-00488-x.
- Ги де Мопассан. Полное собрание сочинений. — М.: «НГК групп», 2006. — ISBN 5-91120-005-8.

## Экранизации произведений
- Пышка, режиссёр Михаил Ромм. СССР, 1934
- Загородная прогулка, режиссёр Жан Ренуар. Франция, 1936
- Руанская дева по прозвищу Пышка, режиссёры Евгений Гинзбург, Рауф Мамедов. СССР. 1989
- Милый друг, режиссёр Пьер Кардиналь. Франция, 1983
- Новеллы Мопассана, режиссёры Клод Шаброль, Жак Руффио, Лоран Эйнеман, Дени Мальваль, Жерар Журдюи, Оливье Шацки, Жак Сантамария, и другие. Франция (France 2), 2007—2011 гг., телесериал, экранизация новелл, повестей и рассказов.
- «Персики и Перчики. Куртуазные истории», 2003, Россия
- Жизнь, режиссёр Элизабет Рапно. Франция, 2005
- Милый друг (Bel Ami), Германия, режиссёр Вилли Форст, 1939
- Милый друг, режиссёры Деклан Доннеллан, Ник Ормрод. Великобритания, Франция—Италия, 2012

### Комментарии
1. ↑  Прусский генерал К. фон Мольтке писал: «Война свята, [это] один из священных законов мира. Она поддерживает в людях все великие и благородные чувства: честь, бескорыстие, добродетель, храбрость; одним словом, спасает людей от отвратительного материализма.»[13]